# Ghuzluj-e Afszar
Ghuzluj-e Afszar – wieś w Iranie, w ostanie Azerbejdżan Zachodni, w szahrestanie Szahin Deż. W 2006 roku liczyła 1757 mieszkańców.